# هزلتون (آیووا)
هزلتون (به انگلیسی: Hazleton) شهری در ایالت آیووا کشور ایالات متحده آمریکا است که جمعیت آن در سرشماری سال ۲۰۱۰ میلادی، ۸۲۳ نفر بوده‌است.